# SD 50 (bomba)
SD 50 je fragmentirana eksplozivna bomba sa debelim zidovima koju je koristila Luftvafe tokom Drugog svetskog rata.

## Istorija
Druga najkorišćenija kategorija bombi bila je SD serija i to su bile visokoeksplozivne bombe, ali sa debljim kućištima, što je značilo da je njihov odnos punjenja i težine bio samo 30 do 40% njihove ukupne težine. Na prvi pogled, bilo ih je teško razlikovati od SC serije bombi, ali ove dve serije su bile označene različitim bojama: SC serija je imala žute repne pruge, dok je SD serija imala crvene repne pruge. Bombe u ovoj seriji bile su: SD 1, SD 1 FRZ, SD 2, SD 10 A, SD 10 FRZ, SD 10 C, SD 15, SD 50, SD 70, SD 250, SD 500, SD 1400 i SD 1700. Broj u oznaci bombe odgovarao je približnoj težini bombe. 
Serija SD je prvenstveno korišćena u dve uloge koje su bile određene tipom upaljača i pribora postavljenim na bombu. Prva je fragmentaciona bomba sa trenutnim upaljačem, pa zbog toga je ta bomba namenjena da eksplodira iznad zemlje, tako da u tom trenutku od eksplozije kućišta fragmentacione bombe dolazi do rasturanja velike količine fragmenata koji pri tom uništavaju živu silu neprijatelja kao i neoklopljena vozila. Druga uloga je bila uloga opšte namene to jest kao klasična bomba. U ovoj ulozi, bombe su bile opremljene upaljačima sa vremenskim odlaganjem koji je detonirao bombu nakon što je probila metu i uništila je kombinacijom njenog praska i fragmenata. 

## Dizajn
Telo SD 50 je sastavljeno od jednog komada livenog gvožđa i mašinski obrađene čelične konstrukcije. Telo je imalo jedan poprečni džep za osigurače odmah ispred horizontalnog nosača. Oko nosa bombe često se nalazio kopfring - metalni prsten, trouglastog poprečnog preseka, dizajniran da spreči prodor u zemlju. Pored kopfringa, mogao bi se dodati i adapter protiv rikošeta za protivbrodsku upotrebu ili dinort štap od 61 cm (2 ft) da bi se dobila detonacija pre penetracije za uništavanje pišadije. SD 50 je napunjen kroz bazu i bio je opremljen repnim sklopom tipa 1 ili tipa 2. Tip 1 je imao adapter od livene legure sa rebrima od čeličnog lima, dok je Tip 2 bio jednodelni sklop napravljen od livene legure magnezijuma. Može biti vertikalno ili horizontalno okačen u odeljku za bombe ili horizontalno postavljen na čvrstu tačku krila ili trupa. SD 50 je bio obojen tamno zelenom bojom, a repni konus je bio prugast crvenom bojom. 

## Galerija slika
- Prsten za bojevu glavu.
- Prstenovi protiv rikošeta.
- Dinort štapovi.